# Zacharias Simonsson Falk
Zacharias Simonsson Falk, död 1629 eller tidigare, var en svensk ämbetsman.
Zacharias Simonsson Falk var son till skrivaren i Kalmar Simon Hansson och bror till Peter Simonsson Falck. Han var häradsskrivare i Färentuna och Bro härader 1607-1609 och var kammarskrivare i Kammaren omkring 1612-1619. Som sådan fick han flera förtroendeuppdrag från Gustav II Adolf, 1617 sändes han till Lübeck och 1619 till Hamburg för förhandlingar. 1614 fick han uppdraget att utrusta och proviantera krigsfolket vid mobiliseringen i Småland och Västergötland. 1617 var Zacharias Falk avsedd att bli tullnär i Dünamünde, men fästningen återerövrades kort därefter av Polen och utnämningen uteblev. 1623-1626 han slottskamrerare på Stockholms slott och över Uppland och var från 1626-1629 proviantkommissarie i Pillau. Troligen avled han kort därefter på samma plats. 1627-1629 var han häradshövding över Bälinge härad.